# Campeonato Centroamericano y del Caribe 1957
El Campeonato Centroamericano y del Caribe 1957 fue la octava edición del Campeonato Centroamericano y del Caribe de Fútbol, torneo más importante de la extinta Confederación de Centroamérica y el Caribe de Fútbol, CCCF. El torneo se desarrolló del 11 al 25 de agosto de 1957.

## Organización
En esta edición Costa Rica no participó por razones financieras, mientras que Guatemala se retiró poco antes del torneo debido a un estado de emergencia nacional tras el asesinato de su presidente Carlos Castillo Armas. Todos los partidos fueron en la capital de Curazao (Willemstad) y el campeón fue la debutante Haití.

### Sede
| Willemstad                     |
| ------------------------------ |
| Estadio Ergilio Hato           |
| Capacidad: 15 000 espectadores |
|                                |

### Árbitros
- Arthur Ellis
- Juan Gardeazábal
- Vincenzo Orlandini.

## Equipos participantes
- En cursiva las selecciones debutantes.

| Equipos participantes | Equipos participantes | Equipos participantes |
| --------------------- | --------------------- | --------------------- |
| Cuba                  | Curazao               | Haití                 |
| Honduras              | Panamá                |                       |

## Resultados

### Clasificación
| Equipo   | Pts. | PJ | PG | PE | PP | GF | GC | Dif |
| -------- | ---- | -- | -- | -- | -- | -- | -- | --- |
| Haití    | 8    | 4  | 4  | 0  | 0  | 14 | 4  | 10  |
| Curazao  | 5    | 4  | 2  | 1  | 1  | 7  | 4  | 3   |
| Honduras | 5    | 4  | 2  | 1  | 1  | 6  | 4  | 2   |
| Panamá   | 2    | 4  | 1  | 0  | 3  | 3  | 8  | -5  |
| Cuba     | 0    | 4  | 0  | 0  | 4  | 1  | 11 | -10 |

### Partidos
| 11 de agosto de 1957 | Honduras       | 2:1 (2:0) | Panamá        | Estadio del Rif, Willemstad    |                                |
|                      | Zelaya 9', 42' |           | Rodríguez 85' | Árbitro(s): Vincenzo Orlandini | Árbitro(s): Vincenzo Orlandini |

| 13 de agosto de 1957 | Haití                      | 3:1 (1:0) | Curazao   | Estadio del Rif, Willemstad |                          |
|                      | Fenol 27', 72' · Tassy 57' |           | Gómez 85' | Árbitro(s): Arthur Ellis    | Árbitro(s): Arthur Ellis |

| 14 de agosto de 1957 | Panamá     | 1:0 (0:0) | Cuba | Estadio del Rif, Willemstad  |                              |
|                      | Deanes 83' |           |      | Árbitro(s): Juan Gardeazábal | Árbitro(s): Juan Gardeazábal |

| 16 de agosto de 1957 | Haití                 | 2:1 (2:1) | Honduras  | Estadio del Rif, Willemstad    |                                |
|                      | Fenol 20' · Tassy 40' |           | Suazo 29' | Árbitro(s): Vincenzo Orlandini | Árbitro(s): Vincenzo Orlandini |

| 18 de agosto de 1957 | Curazao                       | 2:0 (2:0) | Cuba | Estadio del Rif, Willemstad |                          |
|                      | Schoop 27' · R. de Lannoy 44' |           |      | Árbitro(s): Arthur Ellis    | Árbitro(s): Arthur Ellis |

| 19 de agosto de 1957 | Haití                    | 3:1 (1:1) | Panamá     | Estadio del Rif, Willemstad  |                              |
|                      | Fenol 23', 57' · Roc 83' |           | Deanes 22' | Árbitro(s): Juan Gardeazábal | Árbitro(s): Juan Gardeazábal |

| 21 de agosto de 1957                                                                   | Honduras             | 2:0 (1:0) | Cuba | Estadio del Rif, Willemstad    |                                |
|                                                                                        | Leaky 9' · Suazo 67' |           |      | Árbitro(s): Vincenzo Orlandini | Árbitro(s): Vincenzo Orlandini |
| El partido fue abandonado por el árbitro a los 76' debido a una pelea entre jugadores. |                      |           |      |                                |                                |

| 21 de agosto de 1957 | Curazao                                    | 3:0 (1:0) | Panamá | Estadio del Rif, Willemstad |                          |
|                      | Sambo 40' · Bibiana 55' · W. de Lannoy 72' |           |        | Árbitro(s): Arthur Ellis    | Árbitro(s): Arthur Ellis |

| 23 de agosto de 1957 | Haití                                                     | 6:1 (2:0) | Cuba        | Estadio del Rif, Willemstad  |                              |
|                      | Fenol 1', 47', 72' · Tassy 24' · Bovil 60' · Delpeche 87' |           | Carmona 80' | Árbitro(s): Juan Gardeazábal | Árbitro(s): Juan Gardeazábal |

| 25 de agosto de 1957 | Curazao     | 1:1 (1:0) | Honduras  | Estadio del Rif, Willemstad    |                                |
|                      | Canword 16' |           | Godoy 69' | Árbitro(s): Vincenzo Orlandini | Árbitro(s): Vincenzo Orlandini |

|                           |
|                           |
| Campeón Haití 1.er título |

## Goleadores
| Jugador         | Selección | Goles |
| --------------- | --------- | ----- |
| Charles Fenol   | Haití     | 8     |
| Antoine Tassy   | Haití     | 3     |
| Fernando Zelaya | Honduras  | 2     |
| Carlos Suazo    | Honduras  | 2     |
| Jorge Deanes    | Panamá    | 2     |

## Equipo ideal
| Portero              | Defensores                                                       | Mediocampistas                         | Delanteros                               |
| -------------------- | ---------------------------------------------------------------- | -------------------------------------- | ---------------------------------------- |
| Victor Celso Polinet | Pedro Matrona Francisco Torrent Wilfred de Lannoy Fausto Yu Shan | Gérard Elie Jorge Deanes Antoine Tassy | Charles Fenol Fernando Zelaya Pierre Roc |